# Alforja

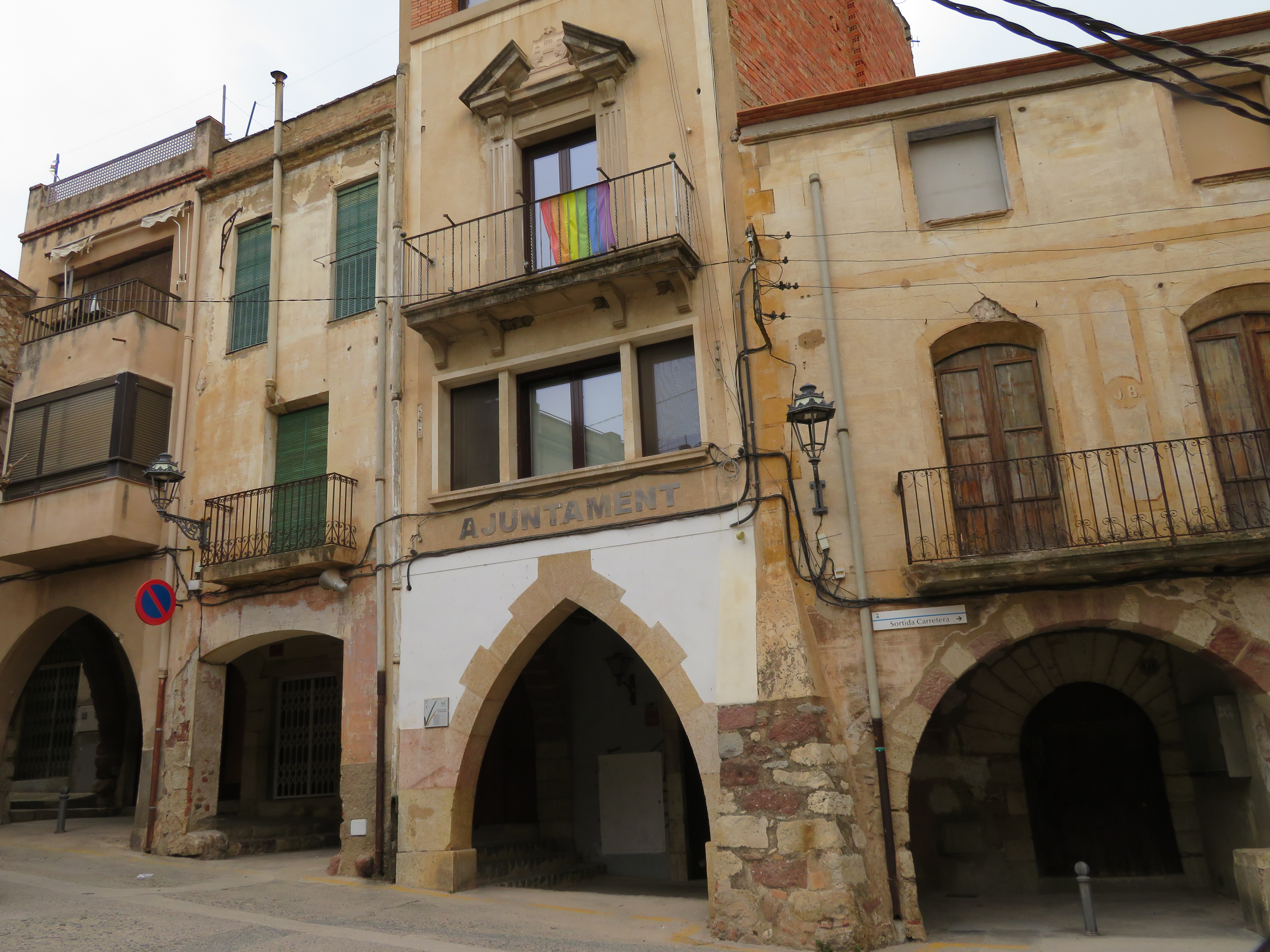
Alforja

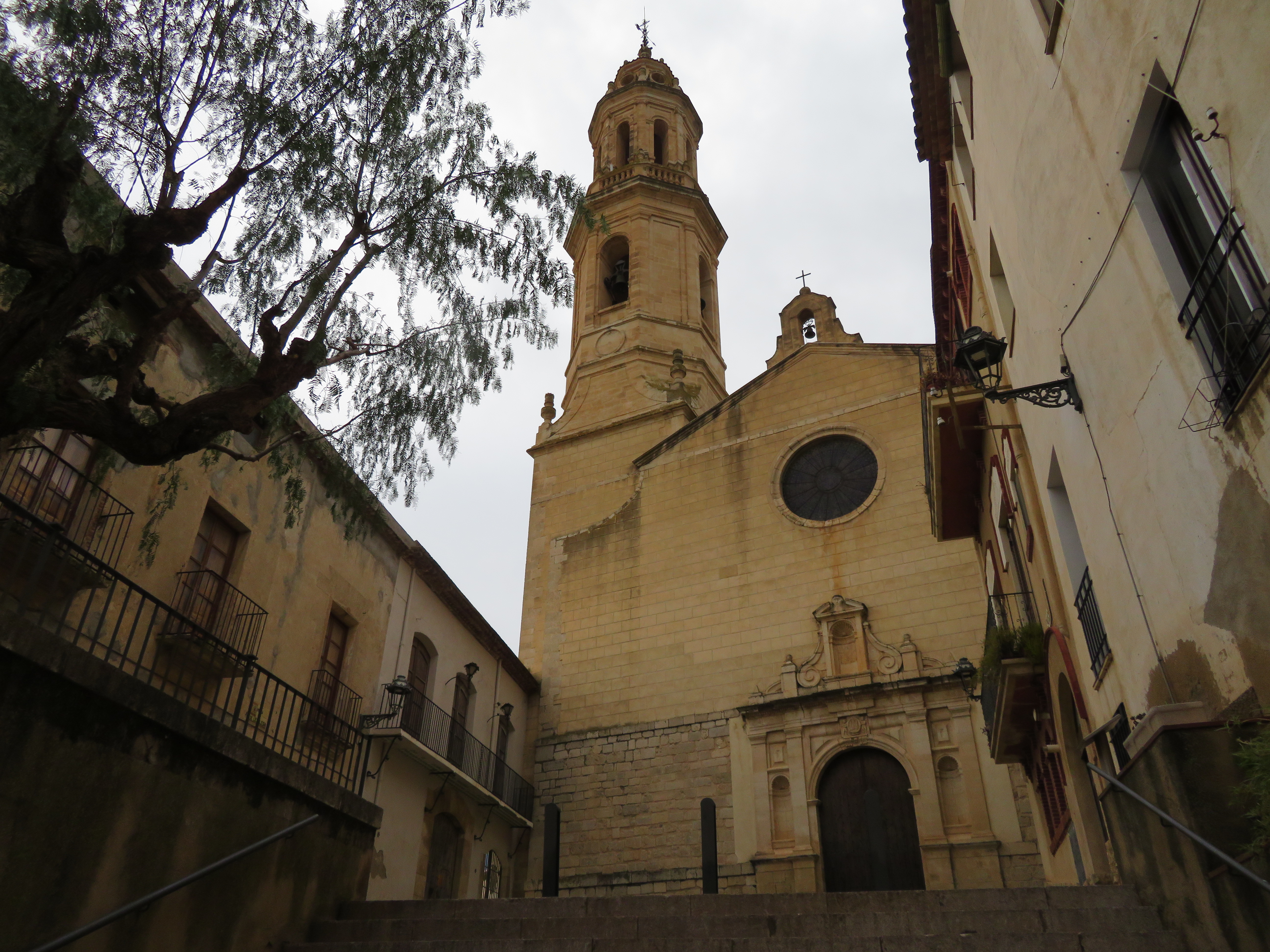
Église de San Miguel, paroisse d'Alforja

Alforja est une commune de la province de Tarragone, en Catalogne, en Espagne, de la comarque de Baix Camp.